# Kích dục bằng tay

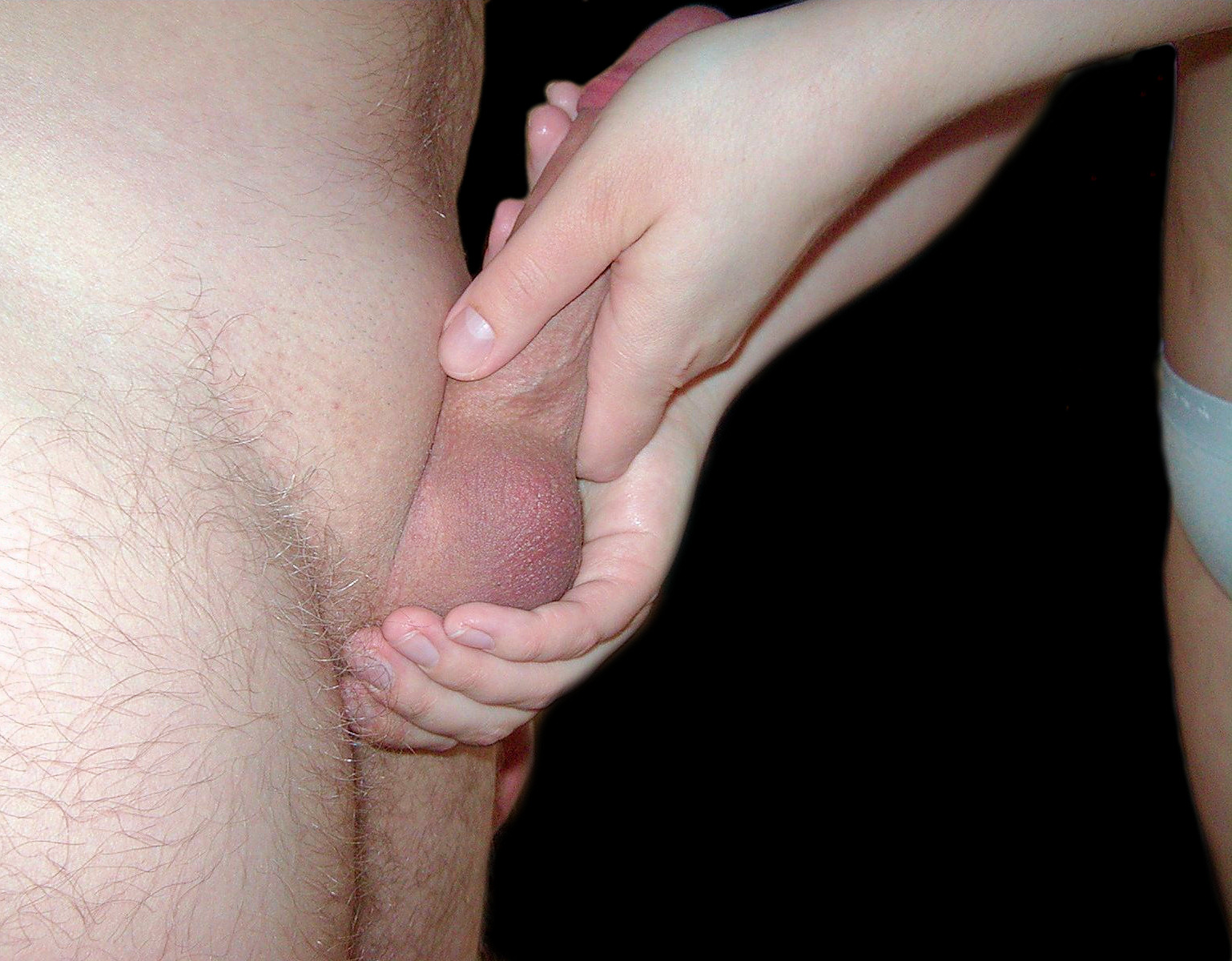
Kích thích tình dục bằng cách dùng tay mát xa dương vật

Handjob (kích dục bằng tay) là hành động dùng tay của mình để kích thích, vuốt ve dương vật hay bìu dái cho người khác với mục đích thỏa mãn tình dục, đôi khi đưa người được kích dục đến trạng thái cực khoái. Những người đã cắt bao quy đầu có thể phải dùng đến các loại gel bôi trơn để tăng khoái cảm, trong khi những người chưa cắt bỏ thường được kích dục bằng cách vuốt bao quy đầu lên xuống liên tục. Ở nữ, kích dục âm đạo, âm vật hay vùng âm hộ bằng tay được gọi là fingering. Nhìn chung, các hành động kích thích tình dục bằng tay giữa hai người được xếp vào nhóm tình dục không xâm nhập. Về thực trạng thực tế đã ghi nhận nhiều trường hợp kích dục handjob trong các trung tâm massage trị liệu, dù rằng hành động này không nằm trong các dịch vụ chăm sóc.